# Lilla Abborrtjärnen (Fagersta, Västmanland)
Lilla Abborrtjärnen är en sjö i Fagersta kommun i Västmanland och ingår i Norrströms huvudavrinningsområde.